# تصويت باكلين
تصويت باكلين هو فئة من طرق التصويت التي يمكن استخدامها للدوائر الانتخابية ذات العضو الواحد أو متعدد الأعضاء. كما هو الحال في قواعد الوسيط الأعلى مثل حكم الأغلبية، سيكون الفائز في تصويت باكلين أحد المرشحين الذين حصلوا على أعلى تصنيف أو تقييم وسطي. تم تسمية هذه الطريقة على اسم مبتكرها الأصلي، السياسي الجورجي جيمس و. باكلين من جراند جنكشن، كولورادو، وتُعرف أيضًا بنظام غراند جنكشن.

## عملية التصويت
تختلف قواعد بوكلين، وما يلي مثال نموذجي:
يُسمح للناخبين بترتيب تفضيلاتهم في التصويت (الأول، الثاني، الثالث، إلخ).
يتم احتساب الأصوات المختارة أولاً. إذا حصل أحد المرشحين على الأغلبية، فهذا المرشح هو الفائز. وإلا فسيتم إضافة الاختيارات الثانية إلى الاختيارات الأولى. مرة أخرى، إذا تم العثور على مرشح يتمتع بأغلبية الأصوات، فإن الفائز هو المرشح الذي حصل على أكبر عدد من الأصوات المتراكمة. تتم إضافة التصنيفات الأقل حسب الحاجة.
يتم تحديد الأغلبية على أساس عدد الأصوات الصحيحة. وبما أنه بعد الجولة الأولى قد يكون عدد الأصوات المدلى بها أكبر من عدد الناخبين، فمن الممكن أن يحصل أكثر من مرشح على دعم الأغلبية.

## الأنواع والعلاقات مع الطرق الأخرى
يشير مصطلح "تصويت باكلين" إلى عملية عد جميع الأصوات في جميع الأوراق الانتخابية التي تتجاوز حدًا معينًا، ثم تعديل هذا الحد تدريجياً حتى يتم الوصول إلى الأغلبية. في بعض الأشكال المستخدمة، كان يُسمح بالتساوي في الترتيب في بعض أو جميع الرتب. بعض الأشكال كان لديها عدد محدد من الرتب المتاحة (عادة 2 أو 3)، في حين كان لدى أشكال أخرى رتب غير محدودة. كانت هناك أيضًا أشكال مشابهة لتصويت بوردا، حيث كانت الأصوات في الرتب الأدنى تُحتسب بقيمة أقل.
إجراءات تصويت باكلين هي إحدى الطرق لضمان أن الفائز سيكون من بين أولئك الذين حصلوا على أعلى تصنيف وسطي. عند استخدامه مع مقياس تصويت عددي بدلاً من الترتيب التفضيلي، فإن طريقة تصويت باكلين تكون مماثلة لتلك المستخدمة في قواعد الوسيط الأعلى مثل حكم الأغلبية. ومع ذلك، يبدأ خوارزم تصنيف باكلين من الأصوات الأعلى تقييمًا ويضيف الأصوات الأدنى حتى يتم الوصول إلى الفائز الوسيط، بينما يبدأ حكم الأغلبية من الأصوات الوسيطة ويزيلها حتى يتم استبعاد جميع المرشحين ما عدا واحد. وبسبب هذا الاختلاف، يحقق باكلين بعض معايير التصويت التي يفشل فيها حكم الأغلبية، والعكس صحيح.

## تقدم باكلين بطلب إلى الانتخابات متعددة الفائزين
تم استخدام تصويت باكلين في الانتخابات متعددة الفائزين.[بحاجة لمصدر] في الدوائر الانتخابية المتعددة الأعضاء، كان يُطلب من الناخبين تحديد نفس عدد الخيارات الأولى المتاحة للمقاعد التي سيتم شغلها. كما كان يجب على الناخبين تحديد نفس العدد من الخيارات الثانية وما بعدها. في بعض الأماكن، كان يُطلب من الناخبين تحديد مجموعة كاملة من الخيارات الأولى ليكون تصويتهم صالحًا. ومع ذلك، فإن السماح للناخبين بالتصويت لثلاثة مرشحين في نفس الوقت لثلاثة مقاعد (التصويت الجماعي) قد يسمح بنسبة 51% من الناخبين المنظمين، أو أكبر أقلية في مسابقة مع ثلاثة أو أكثر من القوائم، بالفوز بجميع المقاعد الثلاثة في الجولة الأولى. لذلك، لا يوفر هذا النظام تمثيلًا نسبيًا.

## التاريخ والاستخدام
تم اقتراح طريقة باكلين لأول مرة من قبل كوندورسيه في عام 1793. تم إعادة اختراعها تحت اسمها الحالي واستخدمت في العديد من الانتخابات السياسية في الولايات المتحدة في أوائل القرن العشرين، مثلها مثل طرق الانتخابات التجريبية الأخرى خلال عصر التقدم. تم استخدام تصويت باكلين لأول مرة في عام 1909 في جراند جنكشن، كولورادو، ثم استخدم في أكثر من ستين مدينة أخرى بما في ذلك دنفر وسان فرانسيسكو.
في ولايتين، تبين أن طريقة باكلين تتعارض مع دستور الولاية وتم إلغاؤها؛ وفي بقية الولايات التي استخدمتها، تم إلغاؤها. في مينيسوتا، تم اعتبارها غير دستورية في قرار منع التصويت لعدة مرشحين، مخالفًا لبعض تفضيلات الناخبين المعبر عنها فقط. وفي نسخة استخدمت في أوكلاهوما، تطلب التطبيق الخاص من الناخبين في الانتخابات التي تضم عدة مرشحين ترتيب أكثر من مرشح، أو أن التصويت لن يُحتسب؛ وبالتالي تم اعتبار الانتخابات التمهيدية التفضيلية غير دستورية. ومع ذلك، لم يتم رفض طريقة عد الأصوات نفسها في أوكلاهوما.
| الولاية     | الانتخابات                | السنة التي اعتمدت | ملاحظات |
| ----------- | ------------------------- | ----------------- | --- |
| واشنطن      | المرحلة الابتدائية للدولة | 1907              | يسبق التصويت التقليدي بوكلين ويتم تعديله قليلاً: يمكن للمرشحين الفوز بـ 40% من الأصوات. قد تكون هذه الفكرة مبنية على قانون أساسي مقترح لويسكونسن اقترحته الحاكم لا فوليت قبل عام. |
| كولورادو    | جراند جونكشن              | 1909              | |
| واشنطن      | سبوكان                    | 1910              | |
| كولورادو    | بيبلو                     | 1911              | |
| لويزيانا    | إيبيريا الجديدة           | 1912              | |
| مينيسوتا    | (دلوث)                    | 1913              | |
| كولورادو    | (دنفر)                    | 1913              | |
| كولورادو    | كولورادو سبرينغز          | 1913              | |
| أوريغون     | بورتلاند                  | 1913              | |
| نيو هامبشير | ناشوا                     | 1913              | |
| أوهايو      | كليفلاند                  | 1913              | |
| كولورادو    | فورت كولينز               | 1913              | |
| أوريغون     | لا غراندي                 | 1913              | |
| كاليفورنيا  | سان فرانسيسكو             | 1917              | |
| المصادر     |                           |                   | |

## المعايير المقبولة والمعايير الفاشلة
يلبي تصويت باكلين معيار الأغلبية ومعيار الأغلبية المتبادلة ومعيار الرتابة.
تصويت باكلين دون السماح بالترتيب المتساوي (حيث لا يمكن للناخبين منح نفس الترتيب لمرشحين) يفشل في تلبية العديد من المعايير الرياضية التي تستخدم لتقييم أنظمة التصويت. من بين هذه المعايير:
1. معيار كوندرسيت: يفشل التصويت في اختيار الفائز الذي يتمتع بأعلى تفضيل بين غالبية الناخبين عند مقارنة كل مرشح مع الآخر.
2. معيار استقلالية النسخ (المقلدة): إذا كان هناك مرشح مشابه لآخر، فإن تغيير ترتيب هذا الأخير يمكن أن يؤثر بشكل غير مبرر على النتيجة.
3. معيار عدم الأذى لاحقًا: إذا تم دعم مرشح آخر بعدد أصوات أقل، فإن تصويت الناخبين له قد يضر بفوز مرشحهم المفضل.
4. المشاركة: قد تكون هناك حالات يتم فيها تقليل فعالية مشاركة الناخبين، مما يؤدي إلى نتائج غير تمثيلية.
5. التوافقية: لا يضمن النظام أن التصويت سيظل ثابتًا عند تغيير ترتيب مرشحين غير مهمين أو غير مرتبطين.
6. تماثل الانقلاب: يظل التصويت غير حساس للتغييرات التي تتطلب أن يعكس الترتيب الانقلابي لتفضيلات الناخبين.
7. معيار الخاسر في كوندرسيت: لا يتجنب التصويت فوز مرشح هو الخاسر في جميع المقارنات الثنائية.
8. معيار استقلالية البدائل غير ذات الصلة: قد تؤدي إضافة مرشح غير ذي صلة إلى تغيير النتيجة بشكل غير مبرر، وهو ما يتناقض مع هذا المعيار.

هذه النقاط تجعل تصويت باكلين أقل توافقًا مع بعض المعايير المثالية للأنظمة الانتخابية. إذا تم السماح بالتصنيفات المتساوية والمتخطاة، فإن تصويت باكلين ينجح أو يفشل في نفس المعايير مثل قواعد المتوسط الأعلى مثل حكم الأغلبية.

## مثال
نفترض أن ولاية تينيسي تجري انتخابات لتحديد موقع عاصمتها. يتركز السكان حول أربع مدن رئيسية. جميع الناخبين يريدون أن تكون العاصمة قريبة منهم قدر الإمكان. الخيارات هي:
- مَمْفِيس، أكبر مدينة، لكنها بعيدة عن باقي المدن (42% من الناخبين).
- ناشفيل، قريبة من وسط الولاية (26% من الناخبين).
- تشاتانوغا، إلى الشرق قليلاً (15% من الناخبين).
- نوكسفيل، في أقصى الشمال الشرقي (17% من الناخبين).

تفضيلات الناخبين في كل منطقة هي:
| 42% من الناخبين المنطقة الغربية البعيدة    | 26% من الناخبين المنطقة الوسطى             | 15% من الناخبين المنطقة الوسطى الشرقية     | 17% من الناخبين المنطقة الشرقية البعيدة    |
| ------------------------------------------ | ------------------------------------------ | ------------------------------------------ | ------------------------------------------ |
| 1. مَمْفِيس 2. ناشفيل 3. تشاتانوغا 4. نوكسفيل | 1. ناشفيل 2. تشاتانوغا 3. نوكسفيل 4. مَمْفِيس | 1. تشاتانوغا 2. نوكسفيل 3. ناشفيل 4. مَمْفِيس | 1. نوكسفيل 2. تشاتانوغا 3. ناشفيل 4. مَمْفِيس |

في الجولة الأولى، لا يوجد فائز بأغلبية. لذلك، يتم إضافة أصوات الترتيب الثاني. هذا يجعل ناشفيل وتشاتانوغا يتجاوزان 50%، وبالتالي يمكن تحديد الفائز. بما أن ناشفيل يحظى بدعم أغلبية أعلى (68% مقابل 58%)، فإن ناشفيل هو الفائز.
| مدينة     | الجولة 1 | الجولة الثانية |
| --------- | -------- | -------------- |
| ممفيس     | 42       | 42             |
| ناشفيل    | 26       | 68             |
| تشاتانوغا | 15       | 58             |
| نوكسفيل   | 17       | 32             |

## استراتيجية الناخب
يدعم الناخبون الذين يؤيدون مرشحًا قويًا استراتيجية التصويت النقطي (إعطاء صوت واحد فقط في المرتبة الأولى)، على أمل أن يضيف الناخبون الآخرون ما يكفي من الأصوات لمساعدة مرشحهم على الفوز. وتكون هذه الاستراتيجية أكثر أمانًا إذا بدا أن المرشح المدعوم من المرجح أن يحصل على العديد من الأصوات في المرتبة الثانية.
في المثال أعلاه، يتمتع ناخبو ممفيس بأكبر عدد من الأصوات في المرتبة الأولى، وقد لا يقدمون تفضيلًا ثانيًا على أمل أن يفوز مرشحهم، ولكن الاستراتيجية تفشل إلا إذا قام ناخبون آخرون أيضًا بالتصويت النقطي، لأنهم ليسوا الخيار الثاني للمنافسين.
إذا قام جميع ناخبي ممفيس بالتصويت النقطي، قد يتمكن ناخبو تشاتانوغا من جعل مدينتهم تفوز من خلال التصويت النقطي الجماعي. ولكن إذا فعل جميع ناخبي ناشفيل نفس الشيء، فستفوز ممفيس في الجولة الرابعة والأخيرة. في هذه الحالة، لن يتمكن ناخبو نوكسفيل من تغيير النتيجة.
في هذا المثال المحدد (ولكن ليس دائمًا)، يستفيد مجموعة واحدة فقط من الناخبين من التصويت النقطي إذا قام بها مجموعة أو مجموعات أخرى أيضًا. يظهر المثال أنه بناءً على من يقوم بذلك، قد يشوه التصويت النقطي النتيجة وقد يكون ضارًا لبعض الناخبين الذين يطبقونه (هنا، أولئك من تشاتانوغا وناشفيل).
لمنع التصويت النقطي، يمكن أن يُطلب من الناخبين ترتيب جميع المرشحين على البطاقة. هذا سيمنح الناخب حافزًا لعدم التصويت النقطي، حيث أن الصوت لن يُحتسب إلا إذا تم ترتيب جميع المرشحين.